# Registre spécial de danger grave et imminent
Le registre spécial de danger grave et imminent est un registre obligatoire en France ; il répertorie notamment l'exercice du droit de retrait dans le code du travail français.

## Utilisation
Le registre est à l'usage du Comité social et économique. Il doit être tenu, sous la responsabilité du chef d’établissement, à la disposition des représentants du personnel au CHSCT. Il est constitué de pages numérotées et authentifiées par le tampon du CHSCT. Lorsqu'il est constaté — par un membre du CHSCT ou par l'intermédiaire d'un travailleur — qu'il existe une cause de danger grave et imminent, le registre est utilisé pour consigner par écrit l'avis du CHSCT. Cet avis est daté et signé. Il indique : 
1. Les postes de travail concernés par la cause du danger constaté ;
2. La nature et la cause de ce danger ;
3. Le nom des travailleurs exposés.

La consignation sur le registre ne dispense pas d'alerter l'employeur lors du signalement d'un danger.

## Sources

### Code du travail français
- Article D. 4132-1
- Article D. 4132-2
- Article L. 4131-2
- Article L. 4131-1
- Article L. 4131-3
- Article L. 4131-4
- Article L. 4526-1